# Бронфин, Елена Филипповна
Елена Филипповна Бронфин (16 (29) апреля 1911, Санкт-Петербург — 22 октября 1993) — советский музыковед и педагог, переводчик. Кандидат искусствоведения (1942).
Дочь музыкального критика Филиппа Марковича Бронфина и акушерки Розы Самсоновны Бронфин (в девичестве Бухман, 1876—1969); семья жила на Набережной Фонтанки, № 139. Окончила Ленинградскую консерваторию (1932) по классу фортепиано Надежды Голубовской, затем аспирантуру по музыковедению под руководством А. В. Оссовского (1939). Кандидат искусствоведения, диссертация «Французская опера в России XVIII века» защищена в 1942 году в эвакуации в Ташкенте. Обоим своим учителям в дальнейшем посвятила биографические исследования: «А. В. Оссовский. Очерк жизни и творческой деятельности» (1960) и «Н. И. Голубовская — исполнитель и педагог» (1978), подготовила также сборник избранных статей и воспоминаний Оссовского.
В 1931—1937 гг. работала редактором в Ленинградском Радиокомитете, в 1937—1945 гг. преподавала в музыкальной школе-десятилетке при Ленинградской консерватории, с 1939 г. — в самой консерватории на кафедре истории зарубежной музыки (с 1950 г. доцент). Автор книг «Ян Сибелиус. Очерк жизни и творчества» (1963, в соавторстве с В. Н. Александровой), «Клаудио Монтеверди. Краткий очерк жизни и творчества» (1970), «Джоаккино Россини. Жизнь и творчество в материалах и документах» (1973), учебного пособия «О современной музыкальной критике» (1977). Выступила редактором-составителем книг «Мануэль де Фалья. Статьи о музыке и музыкантах» (1971); «Музыкальная эстетика Франции XIX века» (1974) и др. В 1994 г. опубликован итоговый сборник статей «О музыке и музыкантах».
Скончалась 22 октября 1993 года в Санкт-Петербурге.